# Kraftwerk Bremgarten-Bruggmühle
Das Kraftwerk Bruggmühle ist ein Laufwasserkraftwerk bei der Holzbrücke an der Reuss in Bremgarten im Kanton Aargau. Es gehört seit 1927 der AEW Energie AG. Die auf einer Reussinsel am westlichen Brückenkopf erbaute Bruggmühle gilt als eine der ältesten Flussmühlen an der Reuss.

## Vorgeschichte
Die frühesten Mühlen in Bremgarten waren Bachmühlen, die Aebismühle und Wählismühle. Flussmühlen wurden erst im 13. Jahrhundert errichtet, weil erst die Städte und Klöster sich die umfangreichen Bauaufwendungen (Kanalanlagen, Wehre) leisten konnten und die wirtschaftlichen Möglichkeiten für den Mühlebetrieb und den Vertrieb der Produkte hatten.
Die erste Flussmühle dürfte seit Mitte des 13. Jahrhunderts die «Innere Mühle» (Getreidemühle, seit 1300 «Luitolzmühle» nach dem Klostermüller Lütold von Boswil genannt) gewesen sei, die im Besitz des Klosters Hermetschwil war. Im Jahre 1561 wurde die «Innere Mühle» in eine Getreidemühle (Vordere Mühle) und eine Papiermühle (Hintere Mühle) aufgeteilt. Die Stadt Bremgarten erwarb 1704 die Papiermühle und 1733 die klösterliche Getreidemühle.

## Geschichte

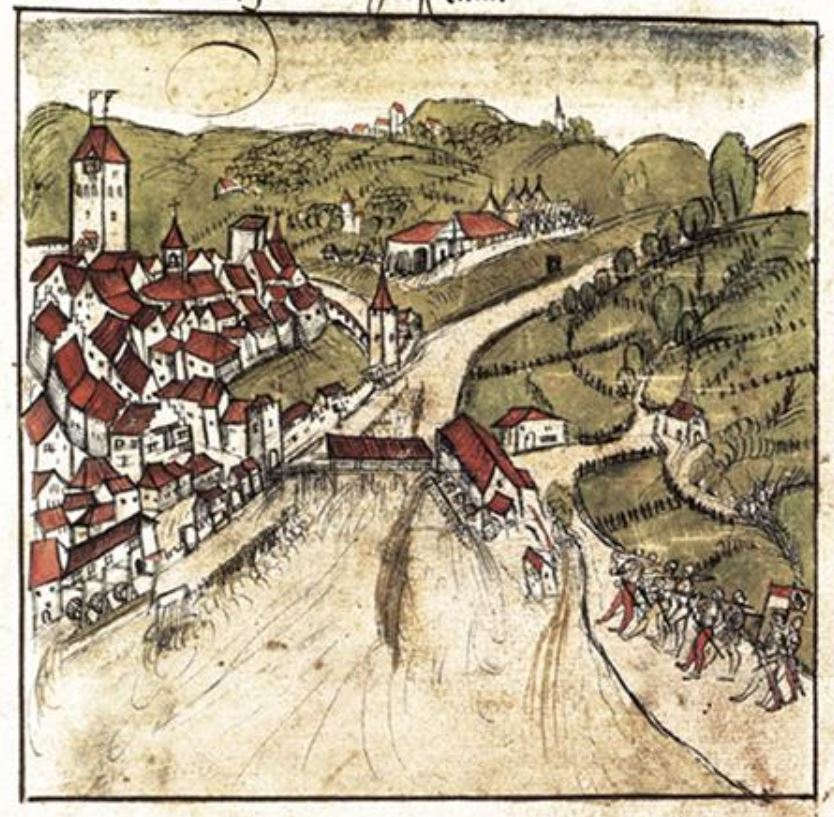
Bremgarten um 1514: Wasserräder auf beiden Reussufern

Bremgarten mit Bruggmühle und Honegger Wehr im Hintergrund (1947)

1281 wurde der Betrieb von Wasserrädern der Stadtmühle am heutigen Standort der Bruggmühle erstmals urkundlich erwähnt. 1415 war die Bruggmühle ein Teil der Brückenbefestigung. Die Wasserräder wurden betrieben, um die Wasserkraft für den direkten mechanischen Antrieb der Stadtmühle, des Sägewerks, für Textilmaschinen, für eine Kapuzinerkuttenwalke, eine Hanfreibe und eine Lohstampfe zu nutzen.
Die Reuss wird vom flussaufwärts oberhalb der Holzbrücke liegenden Wehr («Fällbaum», oberes Wehr oder von den Kanuten «Upper Wave» genannt) dreigeteilt, wobei die zwei seitlichen Kanäle durch Längsdämme (Seitenwehre) vom Flusslauf (Mitte) getrennt werden. Die vom Fällbaum in der Mitte erzeugte Stauhöhe führt das Wasser über die Seitenkanäle zu mehreren auf beiden Reussufern (Luitolz Mühle, Unterstadt) und beidseitig der Bruggmühleinsel angeordneten Wasserrädern. Der Flusslauf dient als Überlaufbecken, wo das nicht benötigte Restwasser hineinfliesst.
Der Müllereibetrieb auf der Reussinsel wurde 1839 von Martin Schwarzenbach erworben, um die Bruggmühle in eine Baumwollspinnerei umzuwandeln. 1880 wurden die rechtsseitigen Wasserräder durch eine Jonvalturbine ersetzt.
1892 begann die Bruggmühle mit zwei Gleichstromgeneratoren elektrische Energie aus Wasserkraft zu erzeugen, die für die Strassenbeleuchtung, später für den Betrieb einer Trinkwasserpumpe und die Elektrifizierung der Stadt Bremgarten sowie ab 1902 für die elektrische Bremgarten-Dietikon-Bahn genutzt wurde. 1902 wurde zur Erhöhung der Versorgungssicherheit eine Dampfmaschine mit zwei Gleichstromgeneratoren in Betrieb gesetzt.
1920 wurde linksseitig eine Francis-Turbine der Ateliers de constructions mécaniques de Vevey eingebaut und 1924 die rechtsseitige Jonvalturbine durch die heute noch bestehende Francis-Turbine von Bell ersetzt. Auf beiden seiten der Kraftwerkinsel gab es je eine wasserbetriebene Francisturbine («Zwillingsturbinen»), die über eine 24 Meter lange quer über die Insel verlaufende Antriebswelle einen gemeinsamen Generator betrieben.
1998 entstand für die Stromproduktion neben dem alten Kraftwerk ein neues. Die neue Rohrturbinenanlage ersetzt die Sägeturbine und die linksseitige Zwillingsturbine. Die rechtsseitige Bell-Francisturbine samt Zuführkanal, Rechen und Abschlussorganen blieb unverändert erhalten. Das alte Kraftwerk wurde als Museum Reusskraftwerk für Besucher geöffnet.

## Heutige Produktion
Die Rohrturbinenanlage mit einer Leistung von 650 kVA erzeugt jährlich rund 3,6 GWh elektrische Energie. Das Kraftwerk versorgt rund 800 Haushalte mit Öko-Strom. Es wurde mit dem Qualitätslabel «Naturemade basic» zertifiziert.
Die beiden Streichwehre dienen zum Aufstau der Reuss im Einlaufkanal mit einem mittleren Gefälle von zwei Metern. Der Rückstau des Wassers reicht maximal 700 Meter flussaufwärts bis zum Kraftwerk Zufikon. Die Zu- oder Abschaltung aufgrund der Wassermenge wird vollautomatisch reguliert. Die Rohrturbine mit Kegelradgetriebe, der Synchrongenerator und die Steuerung sind im Maschinenhaus untergebracht. Der Maschinentransformator neben dem Kraftwerk liefert die Energie in das mit 16 kV betriebene Mittelspannungsnetz der AEW Energie.

## Museum Reusskraftwerk
Das alte Kraftwerk wurde vom Museumsverein und dem AEW renoviert. Die Anlage mit dem Zwillingsantrieb, den grossen Holzzahnrädern, der Turbinenregulierung, den quer über die Insel angeordneten Übertragungswellen, dem Getriebe mit Schwungrad und dem Generator wird heute nur noch von einer Francisturbine angetrieben.
Seit 2005 wird im Museumskraftwerk Bruggmühle die Entwicklung der Wasserkraftnutzung vom Mittelalter bis hin zur industriellen Revolution im frühen 19. Jahrhundert nachgezeichnet sowie die Wandlung der mechanischen Energie in elektrische Energie vorgeführt.

## Kraftwerk Au

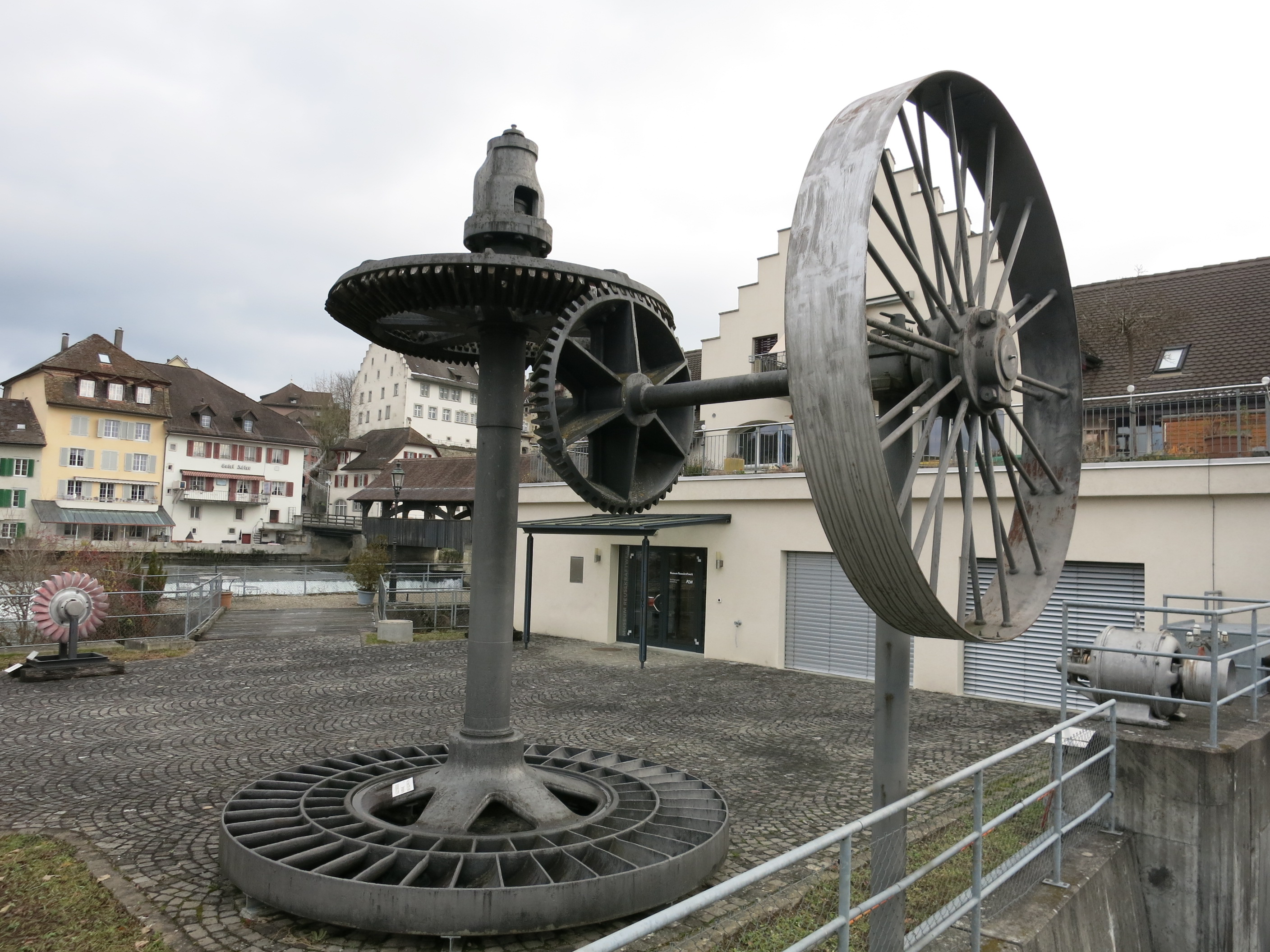
Jonval-Turbine, Welle und Kammrad des ehemaligen Kraftwerks Au 1875–1958

In Bremgarten gibt es flussabwärts nach der Flussschleife «in der Au» (früher Auw) ein zweites Wehr, das untere Wehr (auch «Honegger Wehr», «Bleiche» oder «Lower Wave»), wo seit 1695 eine Bleiche und Walke der Witwe Honegger belegt ist. Jakob und Xaver Weissenbach erhielten 1837 eine Wasserrechtskonzession und betrieben ab 1838 eine Baumwollspinnerei in der Au.
Die Wasserkraft der Reuss wurde anfänglich direkt von den Wasserrädern auf die Maschinen der Textilfabrik geleitet. 1860 wurden die Wasserräder durch Turbinen ersetzt. Rund 25 Jahre später wurde das Kraftwerk zur Stromerzeugung benutzt.
Die Baumwollspinnerei wurde 1883 von der Baumwollspinnerei und Seidenweberei Kölliker und Honegger & Co. übernommen, die 1884 eine Sheddachhalle für die mechanische Seidenweberei errichten liess. 1904 wurde die Baumwollspinnerei stillgelegt. Das Kraftwerk Au wurde 1945 vom Aargauischen Elektrizitätswerk übernommen.
Das Kraftwerk Au wurde 1960, mit seinen 120 Jahren damals ältestes Kraftwerk der Schweiz, stillgelegt.